# Robert Alexander Clarke Parker
Robert Alexander Clarke Parker, auch Alastair Parker, meist R. A. C. Parker zitiert, (* 15. Juni 1927 in Barnsley, South Yorkshire; † 23. April 2001 in Oxford) war ein britischer Historiker, der sich mit dem Zweiten Weltkrieg und dessen Vorgeschichte in der Appeasement-Politik gegen die Nationalsozialisten in den 1930er Jahren befasste.
Er diente im Zweiten Weltkrieg in der Marine und gewann danach ein Stipendium am Christ Church College der Universität Oxford, wo er mit Bestnoten sein Geschichtsstudium abschloss. Er war ab 1948 Scholar und ab 1950 Senior Scholar am Christ Church College, erhielt 1952 seinen M. A. Abschluss und wurde 1957 in Oxford promoviert. 1952 wurde er Assistant-Lecturer (auf Einladung von Lewis Namier) und 1955 Lecturer für Moderne Geschichte an der University of Manchester und 1957 Fellow des Queen’s College der Universität Oxford, Tutor und Praelector für Moderne Geschichte. 1997 ging er in den Ruhestand.
In Manchester wandte er sich der Appeasement-Politik gegenüber Hitler in den 1930er Jahren zu, für die er in Großbritannien als führende Autorität galt. Er schrieb 1993 ein Buch über Neville Chamberlains Appeasement-Politik und 2000 über die kritische Haltung von Winston Churchill dazu, dem in dieser Frage seine Sympathien galten und den er bewunderte. Bekannt wurde er auch durch eine Geschichte des Zweiten Weltkriegs (Struggle for Survival 1989). Bei seinem Tod bereitete er eine kurze Biographie Churchills vor und einen Vergleich britischer und französischer Appeasement-Politik.
Er war mit der Sozialwissenschaftlerin Julia Dixon verheiratet und hatte mit ihr zwei Töchter. Politisch stand er alten Labour-Einstellungen nah und er sammelte Kunst.

## Schriften
- Das Zwanzigste Jahrhundert I: Europa 1918-1945, Fischer Weltgeschichte, Band 34, 1967
  - Englische Ausgabe: Europe: 1918-1945, Weidenfeld & Nicolson, 1969
  - Sonderausgabe in 36 Bänden (Weltbild Weltgeschichte), Augsburg 2000, ISBN 3-89350-989-5

- Coke of Norfolk: A Financial and Agricultural Study, 1707-1842, Oxford, Clarendon Press 1975 (Dissertation 1957, über Thomas William Coke, 1. Earl of Leicester (Coke of Norfolk oder Coke of Holkham) und die Landwirtschaftliche Revolution des 18. Jahrhunderts)
- France and the Rhineland Crisis of 1936, 1956
- Struggle For Survival: the history of the second world war, Oxford University Press, 1989
- Chamberlain and Appeasement: British policy and the coming of the Second World War. Palgrave Macmillan, 1993
- Churchill and Appeasement. Could Churchill have prevented the Second World War ? , Macmillan, 2000
- Second World War: a short history, Oxford University Press 1997, 2001
- Herausgeber Winston Churchill : studies in statesmanship, London, Washington 1995